# 淮安州
淮安州，南宋时设置的州。
端平元年（1234年）改淮安军置，治所在淮安县（今江苏省淮安市楚州区）。辖境相当今江苏省淮河以南，洪泽县和金湖县以东，宝应县以北，东至海。元朝至元二十年（1283年），升为淮安路。 